# 宇野勝翔
宇野 勝翔（うの しょうと、2001年5月17日 - ）は、日本の陸上競技選手。専門は短距離走。オリコ所属。2022年アジア競技大会代表。
100メートルの自己ベストは10秒09（2024年）。